# Trávnica
Trávnica (bis 1948 slowakisch „Fíš“; ungarisch Barsfüss – bis 1907 Füss) ist eine Gemeinde im Westen der Slowakei mit 1212 Einwohnern (Stand 31. Dezember 2024), die zum Okres Nové Zámky, einem Kreis des Nitriansky kraj, gehört.

## Geographie
Die Gemeinde befindet sich inmitten des Hügellands Pohronská pahorkatina innerhalb des slowakischen Donautieflands. Trávnica wird vom Bach Trávnicky potok durchflossen, etwas weiter östlich fließt die Liska; beide sind Teil des Flusssystems Žitava. Das Ortszentrum liegt auf einer Höhe von 130 m n.m. und ist 17 Kilometer von Šurany und jeweils 30 Kilometer von Levice und Nové Zámky entfernt.
Nachbargemeinden sind Žitavce im Norden, Lula im Nordosten, Beša und Bardoňovo im Osten, Pozba im Südosten, Podhájska im Süden, sehr kurz Radava und Hul im Südwesten und Vlkas und Maňa im Westen.

## Geschichte
Der Ort wurde zum ersten Mal 1075 als Fius schriftlich erwähnt; überwiegend gehörte die Ortschaft den örtlichen Edelmännern und zum kleinen Teil der Abtei von Hronský Beňadik. Im Laufe der Jahrhunderte waren Familien wie Balog, Bencsik, Festetics, Forgách und andere unter den Besitzern. Zum Ende des 17. Jahrhunderts wurde das Dorf niedergebrannt und verwüstet, danach aber neu besiedelt. 1828 zählte man 129 Häuser und 912 Einwohner, die von Landwirtschaft, Weinbau, Pferdezucht und Viehhaltung lebten.
Bis 1918/1919 gehörte der im Komitat Bars liegende Ort zum Königreich Ungarn und kam danach zur Tschechoslowakei beziehungsweise heute Slowakei. Auf Grund des Ersten Wiener Schiedsspruchs lag er 1938–1945 noch einmal in Ungarn.
1948 wurde der vom ungarischen abgeleitete Name Fíš durch die slawische Variante Trávnica ersetzt. Somit bedeutet der Ortsname so viel wie „Grasdorf“.

## Bevölkerung
| Jahr                | 1994 | 2004    | 2014    | 2024    |
| ------------------- | ---- | ------- | ------- | ------- |
| Anzahl der Personen | 1326 | 1195    | 1091    | 1041    |
| Unterschied         |      | −9,87 % | −8,70 % | −4,58 % |

| Jahr                | 2023 | 2024    |
| ------------------- | ---- | ------- |
| Anzahl der Personen | 1035 | 1041    |
| Unterschied         |      | +0,57 % |

Nach der Volkszählung 2011 wohnten in Trávnica 1129 Einwohner, davon 1087 Slowaken, jeweils fünf Magyaren und Tschechen und ein Roma. 31 Einwohner machten diesbezüglich keine Angabe. 1003 Einwohner bekannten sich zur römisch-katholischen Kirche, sieben Einwohner zur evangelischen Kirche A. B., drei Einwohner zur reformierten Kirche, jeweils zwei Einwohner zur griechisch-katholischen Kirche sowie zur orthodoxen Kirche und ein Einwohner zu den Zeugen Jehovas. 52 Einwohner waren konfessionslos und bei 59 Einwohnern wurde die Konfession nicht ermittelt.

## Bauwerke
- römisch-katholische Dreifaltigkeitskirche im Barockstil aus dem Jahr 1740
- drei Landschlösser:
  - Balog-Landschloss im klassizistischen Stil aus dem Ende des 18. Jahrhunderts
  - Barlanghyi-Landschloss im spätklassizistischen Stil aus dem Jahr 1862
  - Rudnyánszky-Landschloss im spätbarocken Stil aus der Mitte des 18. Jahrhunderts